# Richard Kiel

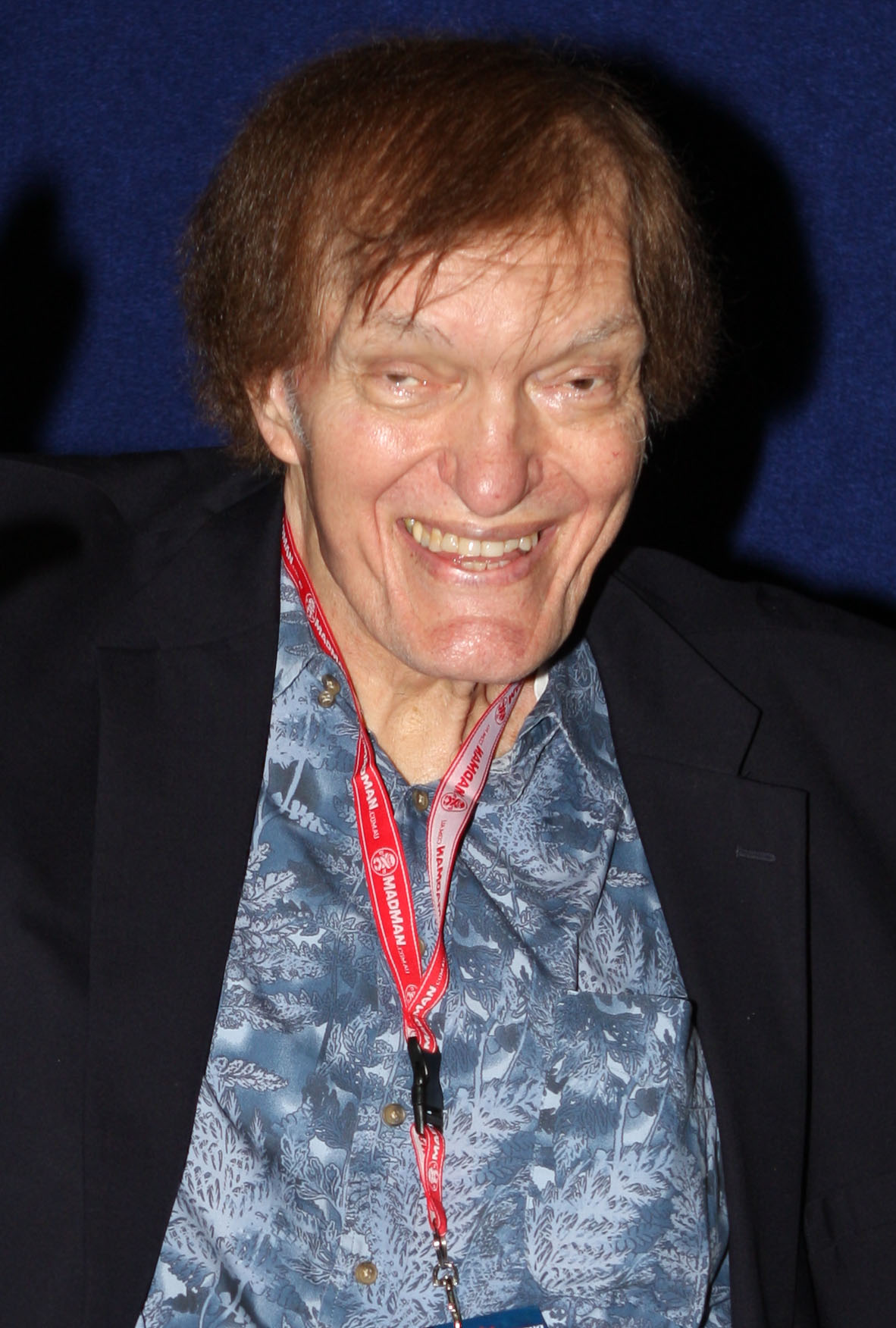
Richard Kiel (2014)

Richard Dawson Kiel (13. září 1939, Detroit – 10. září 2014, Fresno) byl americký herec. Často byl vybírán pro svou výšku (měřil 217 cm). Jeho herecká a televizní kariéra začala už v roce 1960. Byl znám jako protivník Jamese Bonda "Zub" na konci 70. let. Hrál v bondovkách Špion, který mě miloval (1977) a Moonraker (1979). Nadaboval také několik videoher o Jamesi Bondovi. V roce 1996 účinkoval jako Mr. Larson v komedii Rivalové (Happy Gilmore), kde se setkal s Adamem Sandlerem.